# 高氯酸铒
高氯酸铒是一种无机化合物，化学式为Er(ClO4)3，它的水溶液存在[Er(H2O)8]3+。它可由氧化铒和72%高氯酸反应得到，从溶液中可以结晶出水合物。水合物和六氧化二氯反应，可以得到无水物。
它和2,2'-联吡啶-4,4'-二甲酸（H2L）在DMF水溶液中于160 °C进行溶剂热反应，可以得到金属有机框架[ErL3/2(DMF)(H2O)2]·2H2O。